# Marxism

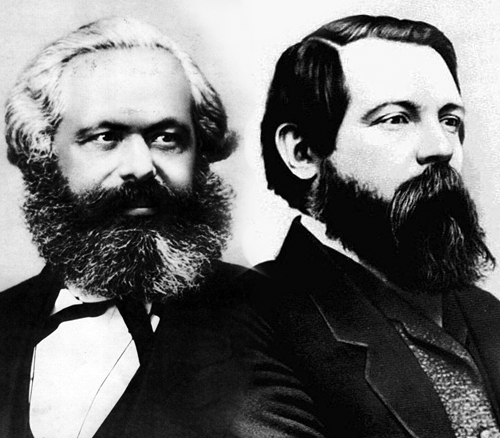
Karl Marx 1867 och Friedrich Engels c:a 1860. Montage.

Marxism avser en rad samhällsåskådningar och politiska eller samhällsvetenskapliga teorier som bygger på den tyske revolutionären, samhällsforskaren och skribenten Karl Marx (1818 –1883). Marx var en av pionjärerna inom den socialistiska rörelsen och publicerade under fyra decennier en mängd politiska och vetenskapliga skrifter inom ämnesområdena filosofi, historia, samhällsvetenskap och ekonomi. Hans arbete, som ofta gjordes tillsammans med Friedrich Engels, har givit upphov till en mångfald av olika och ibland oförenliga politiska och vetenskapliga teorier som kallas marxistiska.
Inom den socialistiska rörelsen fanns redan tidigt en oenighet mellan dem som likt Marx förespråkade revolution och dem som förespråkade en samhällsomvandling genom reformer beslutade inom ramen för det etablerade styrelseskicket. Efter brytning mellan grupperingarna bildade revolutionärerna partier som kallade sig kommunistiska medan de reforminriktade utvecklade det som blev den moderna socialdemokratin. Bland revolutionärerna har det formulerats en mängd olika versioner av marxism och även reformisterna var och är fortfarande delvis påverkade av Marx. 
Klassisk marxism kan syfta på de teorier som presenterades av Marx och Engels själva, och som debatterades inom den socialistiska rörelsen redan under Marx och Engels livstid. Termen kan också innefatta senare tolkningar inom den socialistiska arbetarrörelsens partier och organisationer.
Ortodox marxism kan antingen syfta till de officiella marxistiska teorier/ideologier som marxistiska institutioner (partier och organisationer) haft eller har, och/eller på påstått "sanna" tolkningar av Karl Marx. Efter att Sovjetunionen bildats har termen oftast syftat på sovjetisk marxism, även kallad marxism–leninism.
Termen revolutionär marxism används ibland om eller av marxistiska grupper för att markera en skillnad mot reformistiska idéer eller mot den sovjetdominerade ortodoxin.
Marx arbete har också påverkat akademisk teoribildning och analys, och inom samhällsvetenskap och humaniora finns ett antal vetenskapliga inriktningar som kallas marxistiska. Några av dessa presenteras nedan.

## Etymologi
Begreppet marxianer som öknamn på anhängare av Karl Marx teorier användes redan på 1840-talet av Wilhelm Weitling. Likaledes som öknamn användes begreppet av Michail Bakunin om kretsen av tänkare kring Marx. Under 1870-talet började dock en grupp franska socialister att själva kalla sig marxister. Namnet levde vidare och omkring 1890 började det etableras på bredare front som en benämning på idéer kopplade till Marx och Engels läror. Marx själv menade dock att "om det är någonting som är säkert, så är det att marxist är jag inte".

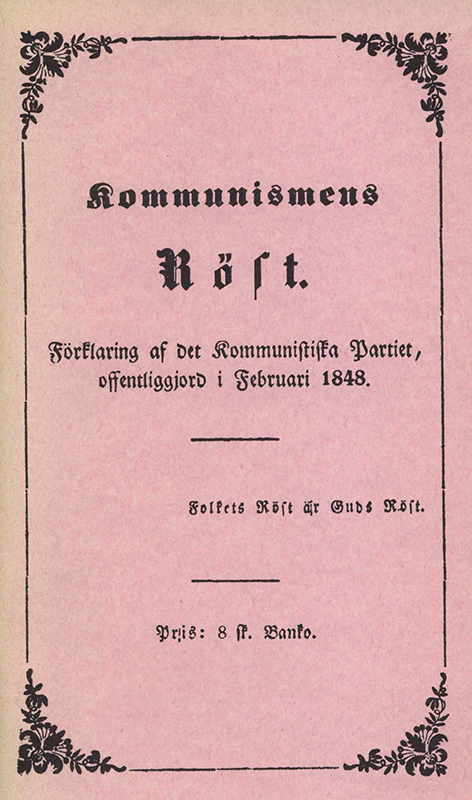
Kommunismens röst - första svenska översättningen av Kommunistiska manifestet 1848.

## Grundläggande begrepp och teorier hos Marx
För en förteckning över Marx politiska och vetenskapliga skrifter se Karl Marx#Bibliografi
För fördjupning, se Wikipedias artiklar om respektive begrepp (länkar i texten)

I Kommunistiska manifestet från 1848 formulerar Marx och Engels den grundläggande parollen för den socialistiska arbetarrörelsen:
"Proletärer i alla länder, förena er!"
Den unge Marx formulerade är 1845 en mening som sammanfattade hans syn på tänkarens arbete i förhållande till samhället:
"Filosoferna har bara tolkat världen på en rad olika sätt, men det gäller att förändra den."
Anteckningen, som publicerades av Engels först efter Marx död, påminner om att Marx under hela sitt liv var drivande inom den socialistiska rörelsen och att hans vetenskapliga arbete och begrepp syftade till att skapa redskap för förändring.

### Historiematerialism
Historiematerialism eller historisk materialism, är en benämning för den teori om samhällets utveckling, som utvecklades av Karl Marx och Friedrich Engels. Den utgår från den materiella världen och de sätt som människor skapar det de behöver. Det som används för produktion, det vill säga arbetskraft och produktionsmedel (råvaror, maskiner, verktyg; sådant som förutom arbetskraft behövs för produktionen) kallas produktivkrafter. Olika personer och grupper har olika roller i produktionsprocessen, baserat på vad de äger och om de tvingas försörja sig genom att sälja sin arbetskraft. Dessa relationer samt relationen mellan person och produktionsmedel kallas produktionsförhållanden. Produktivkrafterna och produktionsförhållandena utgör tillsammans det Marx benämner som samhällets "bas". Förutom "basen" menar Marx att det även finns en "överbyggnad" bestående av ett samhällets politik, juridik, filosofi, moral, kultur etcetera.
Produktivkrafternas och därmed också samhällets utveckling sker till följd av vad Marx betraktar som "inneboende motsägelsefullheter" mellan produktivkrafterna och produktionsförhållandena. När tekniska eller andra kunskaper utvecklas påverkar det produktionsförhållandena och i förlängningen hela samhället. Historien kan därmed framställas som en rad på varandra följande produktionssätt med sina typiska produktivkrafter och produktionsförhållanden. Marx analyserar speciellt produktionssättet kapitalism, som föregicks av feodalism och antas följas av socialism eller kommunism, ord som Marx använde synonymt.
Historiematerialismen har ofta framställts som en uppsättning generella lagar för historien och dess förlopp, både av anhängare och motståndare. Marx och Engels varnade dock redan från början för en sådan tolkning; historiematerialism var inte ett "recept eller schema, efter vilket historien kunde läggas till rätta" utan en ledtråd för forskningen.

### Mervärde
Marx analys av förhållandet mellan arbete och kapital utgår från ekonomen David Ricardos teorier. Marx menade att det egentliga värdet på en vara bestäms av den normala (samhälleligt nödvändiga ) arbetstiden för att producera varan. I ett kapitalistiskt produktionssätt säljs varan på en marknad till ett pris (bytesvärde) som är högre än kostnaden för att producera den. Mellanskillnaden är det mervärde som skapar kapitalägarens vinst. Arbetarna utnyttjas genom att de får mindre betalt än det bytesvärde de har skapat. I andra typer av samhällen sker utnyttjandet av arbetskraften på andra sätt. Förhållandet mellan det merarbete som ägaren av produktionsmedlen kan tillägna sig och det arbete eller arbetsresultat som arbetaren själv kan disponera över kallas exploateringsgrad. Olika produktionssätt skiljer sig åt genom sättet som mervärde skapas, extraheras och kontrolleras.

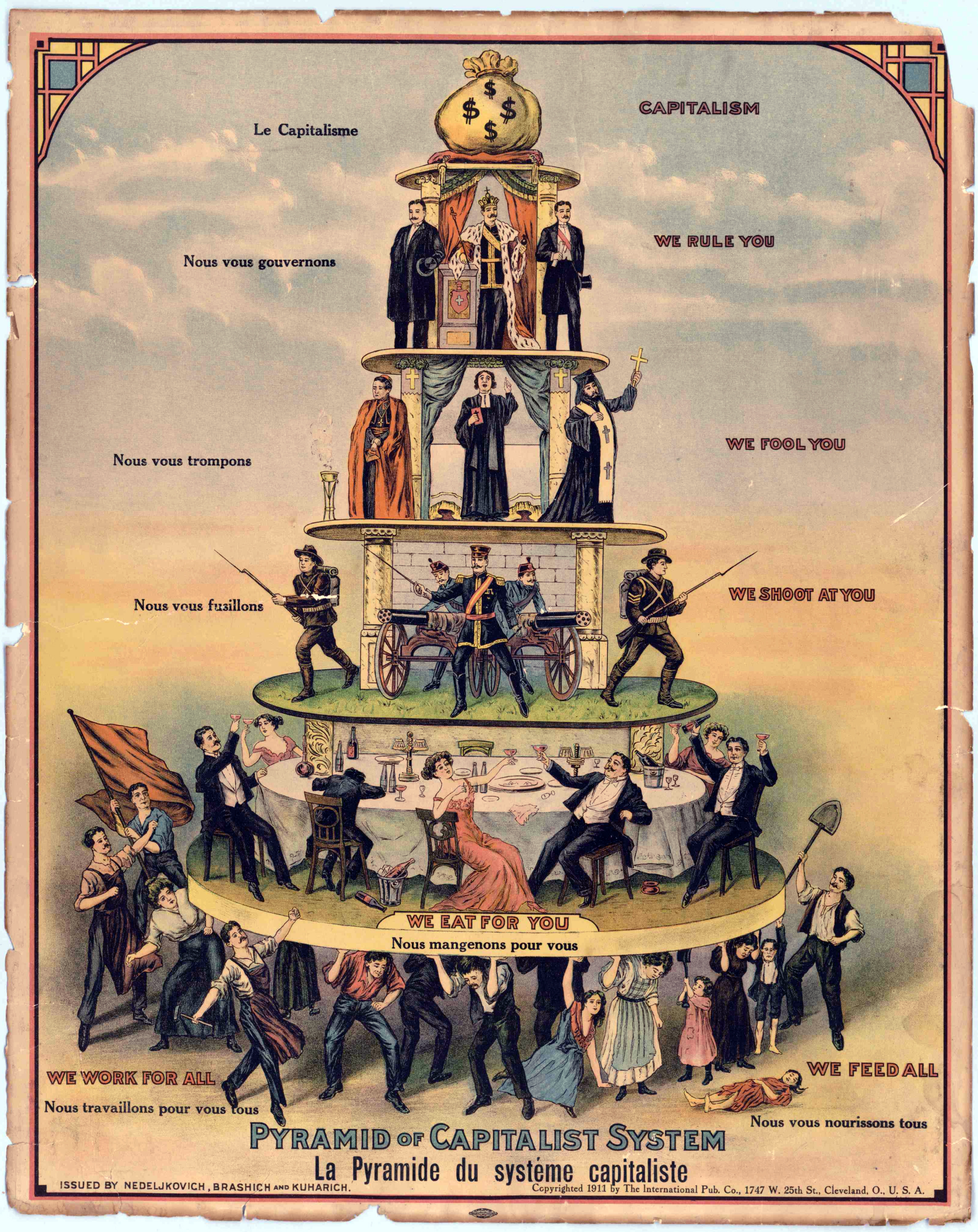
Det kapitalistiska systemets pyramid Affisch från 1911

### Klass och klasskonflikt
I Kommunistiska manifestet skrev Marx och Engels att "historien av alla hittills existerande samhällen är historien av klasskamp". Klass syftar i Marx verk till relationen en grupp människor har till produktionssättet eller produktionsmedlen. "Produktionsmedel" syftar till de "medel" som behövs för att producera, såsom maskiner, landyta eller pengar, och enligt Marx är den styrande klassen i ett samhälle de som äger och kontrollerar produktionsmedlen.
I det kapitalistiska samhället finns det enligt Marx i huvudsak två grupper: de som äger produktionsmedlen (kapitalister/bourgeoisen) och de som inte gör det (arbetarna/proletariatet). Eftersom arbetarna inte äger några produktionsmedel måste de, för att tjäna pengar och överleva, sälja sin förmåga till att arbeta till kapitalisterna. Kapitalisterna däremot tjänar pengar genom deras ägande av kapital. En annan klass som tillsammans med kapitalisterna utgör de "styrande klasserna" i det kapitalistiska produktionssättet är landägare, som tjänar sina pengar genom landränta. Marx diskuterar även andra klasser, såsom småbönder och "småborgare" (till exempel butiksägare), men de av störst vikt för Marx är arbetarna, kapitalisterna och landägare.
Enligt Marx delar alla inom en klass gemensamma intressen och bakgrunder, men det är endast gradvis som tydligt avskilda klasser utvecklas och utvecklar en medvetenhet om sin gemensamma klasstillhörighet ("klassmedvetande"), som innefattar gemensamma intressen och en gemensam "fiende" (kapitalisterna/det kapitalistiska systemet). Han gjorde en skillnad mellan "klass i sig", som definieras som ett skikt i samhället som delar gemensamma villkor och ett enhetligt perspektiv; och en "klass för sig själv", som definieras som ett skikt organiserat i aktiv strävan efter sina egna intressen. För att en socialistisk revolution ska vara framgångsrik behövs det enligt Marx ett kollektivt klassmedvetande hos proletariatet.  Kulmen av klasskampen nås när arbetarklassen vänder sig mot hela kapitalismen i en revolution som leder fram till socialism eller kommunism, ord som Marx använder i stort sett synonymt. Marx gör inte tydligt hur han menar att kommunism skulle se ut, men han ger i sina skrifter en rad (stundvis motsägande) korta karaktärsdrag för sin vision om kommunism.

### Alienation
Marx ansåg att människan kommer i kontakt med sitt sanna väsen först då hon får utlopp för sin kreativitet (sitt arbete), men då detta inte görs på hennes egna villkor, tappar hon kontakten med sig själv. Han såg fritt och kreativt arbete som ett sätt för människan att uttrycka sig själv och sin mänsklighet, men menade att arbetet inte är fritt i kapitalistiska samhällen och flera andra produktionssätt. Arbetaren tvingas istället att arbeta för att överleva. Arbetaren blir då enligt Marx alienerad (förfrämligad) från sitt arbete och det som arbetet producerar, vilket i förlängningen leder till en alienation mellan människan och hennes mänskliga natur. Detta leder i sin tur till att människor blir alienerade från varandra, och betraktar varandra som rivaler, handelsvaror eller medel som kan användas för att uppnå egoistiska ekonomiska mål. Arbetarens liv kan därför i det kapitalistiska systemet sägas "börja där arbetet slutar".

## Politisk marxism efter Marx
För fördjupning, se Wikipedias artiklar om respektive teori eller person (länkar i texten)

### Friedrich Engels arbete
Efter Marx död fungerade Friedrich Engels som den andlige ledaren för den internationella arbetarrörelsen och den självklara centralfiguren när Andra internationalen grundades i Paris 1889. Hans skrift Anti-Dühring var en introduktion i Marx tankesätt och världsbild, skriven redan under Marx livstid 1878. Den spreds brett och blev avgörande för vad som från ca 1890 allt allmännare kallades marxismen. Engels återpublicerade en mängd av Marx skrifter med egna förord och utgav 1885 och 1894 de opublicerade 2:a och 3:e delarna av Marx huvudarbete, Das Kapital ("Kapitalet"). I sina egna skrifter behandlade Engels även teman som Marx bara hastigt snuddat vid, exempelvis Familjens, privategendomens och statens ursprung.

### Marxismen fram till ryska revolutionen
Det tyska socialdemokratiska partiprogrammet Erfurtprogrammet tog tydlig inspiration från Marx och Engels. Med detta program, skrivet av Karl Kautsky och Eduard Bernstein, blev Tysklands socialdemokratiska parti (SPD) 1891 det första masspolitiska marxistiska partiet. Bernsteins inställning var dock att marxismen måste revideras för att kunna ligga till grund för en socialistisk politik. Bernstein konstaterade att medelklassen och tjänstemannagrupperna ökade, samtidigt som de sociala skillnaderna mellan dessa minskade. Enligt Bernstein skulle denna utveckling leda till att kapitalismen urholkades och på sikt skulle leda till framväxten av en socialistisk politik utan de omstörtningar Marx hade förutspått. Konflikter mellan anhängare till Bernstein och traditionella marxister kom att ge upphov till den så kallade revisionismstriden mellan Bernsteins anhängare och mer renläriga marxister. Bernsteins teorier har följts av 1900-talets socialdemokratiska partier.
Den första kända ryska marxisten var Georgij Plechanov som tillsammans med Pavel Axelrod och Vera Zasulitj bildade en rysk marxistisk grupp i Genève 1883. Marxismen började ta fäste i Ryssland i samband med en nationell hungersnöd under tidigt 1890-tal, varefter den ryska marxismen blev splittrad mellan mer teoretiskt lagda marxister (såsom gruppen i Genève) och mer praktiskt lagda marxister. Till den senare gruppen tillhörde Vladimir Lenin, som var en framträdande marxistisk ledare i St Petersburg under 1890-talet. 1898 grundades Rysslands socialdemokratiska arbetareparti. På socialdemokratiska partiets första partikongress 1903, skedde en splittring skedde mellan Lenin och en grupp ledd av Julij Martov. Martovs grupp kom att kallas mensjevikerna medan Lenins grupp kallades bolsjevikerna..

Marx och Lenin

### Ryska revolutionen och marxism-leninismen
Vladimir Lenin var ledare för det ryska bolsjevikpartiet och kom efter oktoberrevolutionen 1917 att bli ordförande i Folkkommissariernas råd i Ryska SFSR fram till sin död 1924. Tillsammans med tre andra sovjetrepubliker bildade Ryska SFSR 1922 en socialistisk union av enpartistater, Sovjetunionen. Lenin skrev ett stort antal politiska skrifter om bland annat det revolutionära partiets roll och en analys av imperialismen. Mycket var inlägg i pågående debatter och det finns olika bedömningar av i vilken mån han presenterade en sammanhållen samhällsteori. Efter Lenins död sammanfattades hans politiska arv under ledning av Josef Stalin, till det som sedan kallades marxism-leninism.
Marxism-leninism  beskrivs ofta som "marxismen under imperialismens tidsålder". Marxism-leninismen analyserar det kapitalistiska samhällets utveckling och påvisar hur arbetarklassen ska kunna erövra statsmakten och bygga det socialistiska samhället. Termen skapades efter Vladimir Lenins död och användes främst av Josef Stalin och hans anhängare. Vissa av dess grundteser, till exempel synen på partiets ledande ställning, bygger direkt på Lenin men som helhet är marxism-leninismen en produkt av den så kallade generallinjen i Stalintidens Sovjetunionen.

### Dialektisk materialism
Marx betecknade metodiken i sin historiematerialistiska analys som dialektisk, med tydlig inspiration från Hegel Han använde dock inte begreppet dialektisk materialism. Senare utveckling av denna teori bygger framför allt på Engels. Den ryske revolutionären Georgij Plekhanov systematiserade dialektisk materialism som en marxistisk doktrin 1891, och den blev sedan en bärande beståndsdel i den marxism-leninism som var Sovjetunionens officiella rättesnöre under Stalin. Engels anteckningar om Naturens dialektik utgavs postumt 1925, men det är oklart om Engels själv ansåg att dialektiken kan sammanfattas i vissa lagar.
Den marxist-leninistiska doktrinen om dialektisk materialism rymmer såväl en kunskapsteori som en lära om verklighetens väsen. Syftet var att finna ett gemensamt grundmönster för alla moderna vetenskaper och att sammanfatta marxismen i ett antal enkla allmängiltiga teser. Doktrinen har blivit kraftigt ifrågasatt, bland annat för anspråket att kunna påvisa världshistoriens inre logik  och därmed kunna förutse historiens fortsatta förlopp. En del av kritiken har rört teorins kunskapsteoretiska och filosofiska grunder. Den har också kritiserats för sina realpolitiska konsekvenser, i och med att dess deterministiska historiesyn har använts för att rättfärdiga en auktoritär lednings politiska val.

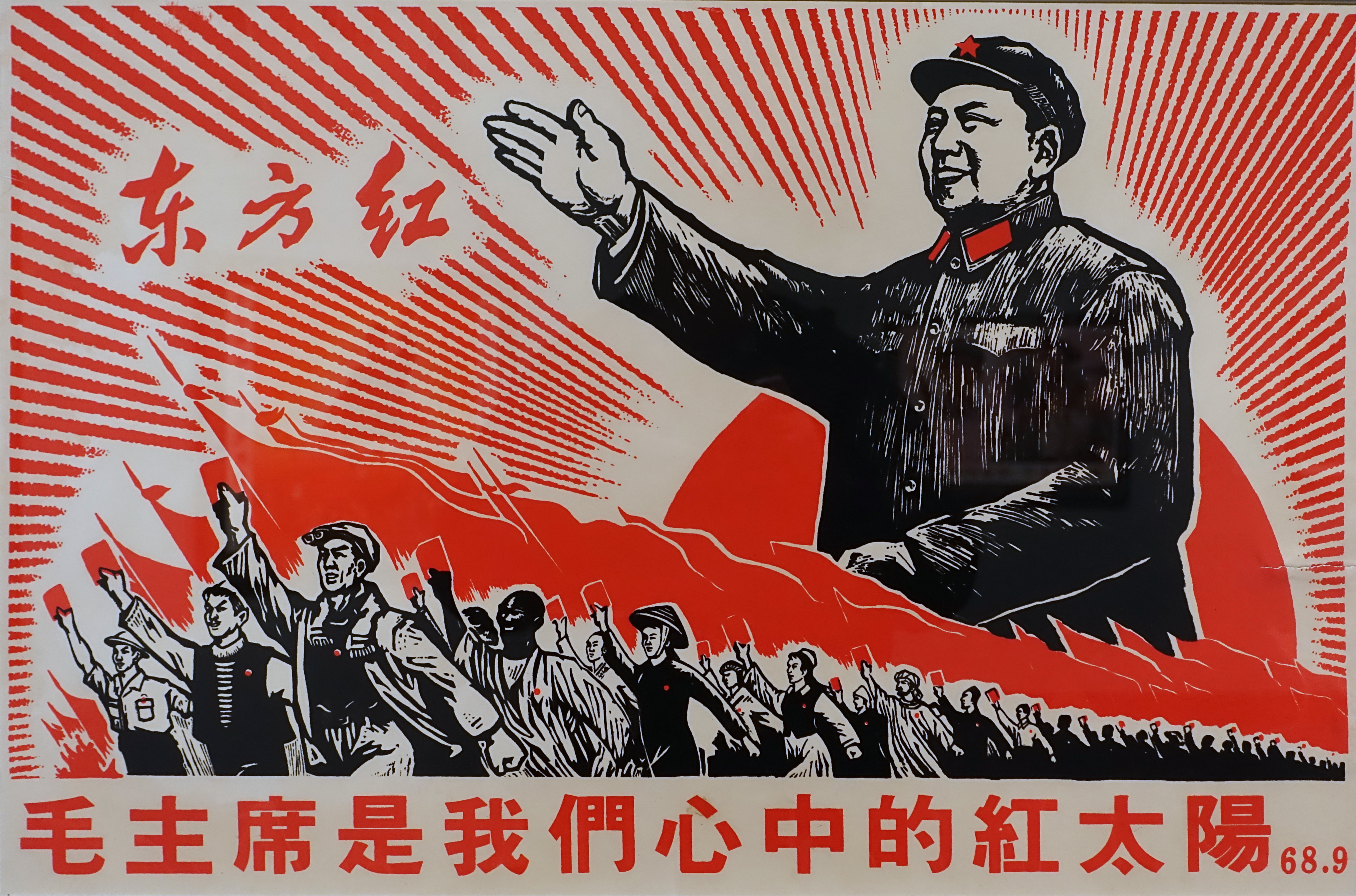
Ordförande Mao är den röda solen i våra hjärtan. Folkrepubliken Kina 1968.

### Maoismen.
Kinas kommunistiska parti (KKP) grundades 1921 och hade inledningsvis nära band till Sovjetunionen och den nybildade tredje internationalen Komintern. Mao Zedongs tänkande eller maoism utvecklades från 1920-talet och framåt av KKP:s ledare Mao Zedong. Efter det att KKP tagit makten i Kina var maoismen officiell statsbärande ideologi fram till 1978 och är fortfarande inskriven i Folkrepubliken Kinas konstitution. Maoismen bygger på den sovjetiska marxism-leninsmen men skiljer sig från den på ett antal viktiga punkter. Bland annat ges bondebefolkningen en viktigare roll i den proletära revolutionen, och det kommunistiska partiet organiseras bredare än Lenins avantgarde-parti.

### Övriga politiskt betydelsefulla marxister
Rosa Luxemburg var en av dem som 1917 bröt sig ur Tysklands socialdemokratiska parti för att bilda ett mer radikalt revoloutionärt parti. Hon var en av ledarna för Spartakistupproret i Tyskland och mördad 1919. Luxemburg såg tydliga skillnader mellan marxism och leninism, argumenterade mot den centralisering av makten som bland andra Lenin förespråkade, och försvarade fritt tänkande och demokrati: "Utan allmänna val, ohämmad press- och församlingsfrihet, fri kamp mellan olika uppfattningar, dör livet i varje politisk institution."
Lev Trotskij, en av ledarna för den ryska revolutionen 1905 och oktoberrevoloutionen 1917. Efter Lenins död 1924 ledde Trotskij vänsteroppositionen mot Stalin och den typ av socialism han förespråkade. Trotskij grundade Fjärde internationalen 1938 och mördades 1940 på order av Stalin. Huvuddragen i Trotskijs politiska uppfattning och analys sammanfattas i teorin om den permanenta revolutionen.Teorin byggde på Marx men ifrågasatte den gängse marxistiska uppfattningen att det krävdes en period av kapitalistisk tillväxt innan en revolutionär socialism skulle kunna ta makten och börja skapa ett jämlikt samhälle.

### Politisk marxism efter Stalin
Fram till Sovjetunionens upplösning 1991 fanns en viss dominans av marxism–leninism inom den institutionaliserade marxistiska diskursen, men redan under 70-talet hade den sovjetiska hegemonin till viss del upplösts. Kommunistpartierna i framför allt Frankrike och Italien tog intryck av Antonio Gramscis inommarxistiska omvärderingar av centrala begrepp och analyser och utvecklade det som kom att kallas eurokommunism, med öppet avståndstagande från Sovjetunionens politik och en större anpassning till de etablerade demokratiska formerna.
Motsvarande tendens fanns inom andra kommunistiska partier, exempelvis det svenska som 1967 bytte namn till Vänsterpartiet Kommunisterna (VPK) och 1990 tog bort ordet kommunism och blev till Vänsterpartiet. Parallellt med detta minskades eller försvann referenserna till Marx och marxism.
Samtidigt formerades en vänsterrörelse utanför de etablerade partierna. Olika grenar av den byggde på olika tolkningar av Marx: Maoism, trotskism, den  "nya vänstern" eller ett fasthållande vid den marxism-leninism som de etablerade partierna förkastade.

## Marxism i akademisk teoribildning
Utöver marxism som politisk ideologi finns ett antal forskningsinriktningar inom samhällsvetenskaper och humaniora som i olika grad baseras på Marx arbete. Denna akademiska marxism använder teorier och begrepp som presenterats av Marx eller hans efterföljare för att försöka förklara samhället eller kulturen. Syftet är framför allt att förklara och inte, som hos Marx, att förändra världen, och forskningsansatserna behöver inte nödvändigtvis acceptera marxismens politiska värderingar. Det är till exempel fullt möjligt att mena att samhället är uppdelat i klasser definierade på ett en marxistiskt sätt, men samtidigt mena att detta förhållande är nödvändigt eller till och med önskvärt.
Den akademiska marxismen har haft stort inflytande inom till exempel sociologi, historia, medie- och kommunikationsvetenskap, socialantropologi, litteraturvetenskap, internationella relationer och kulturstudier. Det finns också icke-marxistiska samhällsteorier som - senare och oberoende av marxismen - har utvecklat begrepp, teorier och föreställningar som nära motsvarar vissa Marxistiska begrepp. Ett exempel på det är teorin om kollektivt handlande.

### Västerländsk marxism
"Västerländsk marxism" (Western marxism) syftar vanligen till en marxistisk strömning i västvärlden som pågick mellan 1920-talet och 1970 och ställde sig kritisk till både Sovjetunionens ortodoxa marxism och Andra internationalens reformism. Dess ledande företrädare har framförallt varit akademiker snarare än aktivister eller politiker. Deras arbete har koncentrerats på filosofi, epistemologi, metodologi och estetik mera än på politik och ekonomi. Framträdande marxister inom denna rörelse var Georg Lukács, Karl Korsch, Antonio Gramsci och Jean-Paul Sartre.
Flera västerländska marxister har omformulerat centrala marxistiska koncept och även utvecklat nya sådana. En mycket inflytelserik skolbildning inom flera fält var den så kallande Frankfurtskolan, med bland andra Max Horkheimer, Theodor Adorno och Herbert Marcuse. Inom Frankfurtskolan utvecklades den akademiska teoribildningen kritisk teori, som fått stor spridning..

### Strukturalistisk marxism
Strukturalistisk marxism är en blandning av strukturalism och marxism, först utformad på 1960-talet av den franske filosofen Louis Althusser. Althusser betraktade inte strukturalistisk marxism som en ny form av marxism; istället menade han att hans marxism "förtydligar" de "sanningar" som finns i Marx verk. Centralt i Althussers marxism är idén om att människan saknar fri vilja och att alla mänskliga handlingar är mekaniska resultat av de strukturer som människorna lever inom.

### Postmarxism
Postmarxism är en paraplyterm för tänkare och rörelser som på olika sätt försökt omformulera marxismen. En del av dessa har inspirerats av poststrukturalism, postmodernism, feminism och postkolonial teori. Postmarxister har gemensamt att vara kritiska till auktoritarism, metanarrativ, att framställa Marx som en "profet", att ställa individen under systemet, historisk materialism, ekonomism, historisk determinism, antihumanism och klassreduktionism. Post-marxister förespråkar pluralism, olikhet, skepticism mot auktoriteter, politisk spontanitet och är i regel positiva till  proteströrelser som HBTQ-rörelsen, feministrörelsen och miljörörelsen.
Termen postmarxism används också för tänkare och grupper som varit marxister men sedan tagit avstånd från marxismen.